# Cordyline mauritiana
Cordyline mauritiana är en sparrisväxtart som först beskrevs av Jean-Baptiste de Lamarck, och fick sitt nu gällande namn av James Francis Macbride. Cordyline mauritiana ingår i släktet Cordyline, och familjen sparrisväxter. Inga underarter finns listade i Catalogue of Life.